# جنيفر زنغ
جنيفر زنغ (بالصينية: 曾錚) هي ناشطة حقوق الإنسان وكاتِبة صينية، ولدت في 19 أكتوبر 1966 في سيتشوان في الصين.